# T-gänga
Grovleken på träskruv anges med ett nummer som går från 00 (klenast) till 26 (grövst). Motsvarande halsvidder, mätt strax under skruvskallen, framgår av vidstående tabell. Den exakta grovleken (100-delarna) är nästan omöjlig att mäta beroende på olika ytbehandlingar som till exempel plätering med nickel, koppar, krom, zink eller mässing. Även märken efter tillverkningsverktygens käftar ger små "användaroviktiga" skador som är svåra att undvika vid mätning av de olika skruvarnas halsdiameter.